# کازویا اییو
کازویا اییو (انگلیسی: Kazuya Iio؛ زادهٔ ۱۰ آوریل ۱۹۸۰) بازیکن فوتبال اهل ژاپن است.
از باشگاه‌هایی که در آن بازی کرده‌است می‌توان به باشگاه فوتبال ماتسوموتو یاماگا، باشگاه فوتبال توکیو وردی، و باشگاه فوتبال ساگان توسو اشاره کرد.